# 天王寺きつね
天王寺 きつね（てんのうじ きつね、1965年9月28日 - ）は、大阪府出身の漫画家。男性。

## 来歴
「天王寺動物園」、「天王寺水族館」というペンネームを経て現在のペンネームになった。同人活動や成人向け漫画を経て、現在はファンタジー作品を中心に一般向け漫画を執筆している。
同人活動時代は様々な題材を手掛けたが、特にロードス島戦記のディードリットを好んで描いた。ディードリットは現代日本の創作におけるエルフの視覚的イメージを決定付けたキャラクターであるが、当時の天王寺きつねの同人誌は、その認識を加速させる一要素となった。
また、現在も同人サークル「わくわく動物園」を主宰しているほか、アダルトゲームブランド「LiFox」や女性向けゲームブランド「TEA-CROWN」の代表を務め、コンピュータゲームの制作も手がけている。
いわゆる『姫カット好き』を公言しており、自作品のヒロインは当然として、同種の髪形のキャラの二次作を大量に描いている。

## 主な著作

### 漫画
- Rape+2πr（フランス書院、成人向け）
- ヱデンズボゥイ（角川書店）
- オルフィーナ（白夜書房、角川書店）
- オルフィーナSAGA（角川書店）
- うぽって!!（角川書店） 注（「天王寺キツネ」名義で執筆）。
- blue snow blueシリーズ（同人誌サークルわくわく動物園）
- ガンナーズ（角川書店） 注（「天王寺キツネ」名義で執筆）、全6巻。
- ワルキューレのキコ（秋田書店） 注（原作担当。作画は阿倍野ちゃこ）、全4巻。
- ここは俺に任せて先に行けと言ってから10年がたったら伝説になっていた。（ネーム構成担当。原作：えぞぎんぎつね、作画：阿倍野ちゃこ、スクウェア・エニックス『マンガUP!』連載中）

### ゲーム
- in white（LiFox、原画・シナリオ原案）
- 御魂のゆき（LiFox、プロデュース）
- 自律機動戦車イヅナ（TEA-CROWN、プロデュース）

### コラム
- 天王寺＆猿のHyperAuraAnimation（角川書店）月刊『コンプティーク』 1995年8月号-1996年1月号

### アニメ
- 月曜日のたわわ2（第11話エンドカード）

## アシスタント出身者
- 山文京伝
- 阿倍野ちゃこ